# Silau Manik
Silau Manik is een bestuurslaag in het regentschap Simalungun van de provincie Noord-Sumatra, Indonesië. Silau Manik telt 2312 inwoners (volkstelling 2010).